# Bomarea
Genre
Classification APG III (2009)
Bomarea est un genre de la famille des Liliaceae, ou des  Alstroemeriaceae selon la classification phylogénétique.

## Liste d'espèces
Selon World Checklist of Selected Plant Families (WCSP) (10 juil. 2010) :
- Bomarea acutifolia (Link & Otto) Herb. (1837)
- Bomarea albimontana D.N.Sm. & Gereau (1991)
- Bomarea alstroemerioides Hofreiter & E.Rodr. (2004)
- Bomarea amazonica Hofreiter & E.Rodr. (2006)
- Bomarea amilcariana Stergios & Dorr (2003)
- Bomarea ampayesana Vargas (1943)
- Bomarea anceps (Ruiz & Pav.) Herb. (1837)
- Bomarea andimarcana (Herb.) Baker (1882)
- Bomarea andreana Baker (1882)
- Bomarea angulata Benth. (1845)
- Bomarea angustissima Killip (1932)
- Bomarea aurantiaca Herb. (1837)
- Bomarea boliviensis Baker (1902)
- Bomarea brachysepala Benth. (1845)
- Bomarea bracteata (Ruiz & Pav.) Herb. (1837)
- Bomarea bracteolata Gereau (1989)
- Bomarea bredemeyeriana Herb. (1837)
- Bomarea brevis (Herb.) Baker (1882)
- Bomarea callejasiana Alzate (2007)
- Bomarea campanularia Harling & Neuendorf (2003)
- Bomarea campylophylla Killip (1935)
- Bomarea carderi Mast., Gard. Chron., n.s. (1876)
- Bomarea caucana Alzate (2005)
- Bomarea caudata Killip (1932)
- Bomarea caudatisepala Gereau (1989)
- Bomarea ceratophora Neuendorf (1977)
- Bomarea chaparensis Hofreiter (2005)
- Bomarea chimboracensis Baker (1887)
- Bomarea chiriquina Killip (1945)
- Bomarea coccinea (Ruiz & Pav.) Baker (1882)
- Bomarea colombiana Alzate (2007)
- Bomarea cordifolia (Ruiz & Pav.) Herb. (1837)
- Bomarea cornigera Herb. (1837)
- Bomarea cornuta Herb. (1837)
- Bomarea costaricensis Kraenzl. (1913)
- Bomarea crassifolia Baker (1888)
- Bomarea crinita Herb. (1837)
- Bomarea crocea (Ruiz & Pav.) Herb. (1837)
- Bomarea densiflora Herb. (1837)
- Bomarea denticulata (Ruiz & Pav.) Herb. (1837)
- Bomarea diffracta Baker (1882)
- Bomarea dispar Herb. (1837)
- Bomarea dissitifolia Baker (1882)
- Bomarea distichifolia (Ruiz & Pav.) Baker (1882)
- Bomarea dolichocarpa Killip (1932)
- Bomarea dulcis (Hook.) Beauverd (1922 publ. 1923)
- Bomarea edulis (Tussac) Herb. (1837)
- Bomarea endotrachys Kraenzl. (1908)
- Bomarea engleriana Kraenzl. (1908)
- Bomarea euryantha Alzate (2005)
- Bomarea euryphylla Harling & Neuendorf (2003)
- Bomarea evecta Harling & Neuendorf (2003)
- Bomarea ferreyrae Vargas (1954)
- Bomarea foertheriana Hofreiter (2006)
- Bomarea formosissima (Ruiz & Pav.) Herb. (1837)
- Bomarea glaucescens (Kunth) Baker (1882)
- Bomarea goniocaulon Baker (1882)
- Bomarea graminifolia Sodiro (1908)
- Bomarea hartwegii Baker (1882)
- Bomarea herbertiana Baker (1888)
- Bomarea herrerae Vargas (1945)
- Bomarea hieronymi Pax (1890)
- Bomarea hirsuta (Kunth) Herb. (1837)
- Bomarea huanuco Hofreiter (2006)
- Bomarea inaequalis Killip (1935)
- Bomarea involucrosa (Herb.) Baker (1882)
- Bomarea kraenzlinii Baker (1887)
- Bomarea lancifolia Baker (1882)
- Bomarea latifolia (Ruiz & Pav.) Herb. (1837)
- Bomarea libertadensis Hofreiter & E.Rodr. (2006)
- Bomarea linifolia (Kunth) Baker (1882)
- Bomarea longipes Baker (1882)
- Bomarea longistyla Vargas (1965)
- Bomarea lopezii Hofreiter & E.Rodr. (2006)
- Bomarea lutea Herb. (1837)
- Bomarea macrocephala Pax (1890)
- Bomarea macusanii Hofreiter & E.Rodr. (2006)
- Bomarea moritziana Klotzsch ex Kunth (1850)
- Bomarea multiflora (L.f.) Mirb. (1804)
- Bomarea multipes Benth. (1845)
- Bomarea nematocaulon Killip (1932)
- Bomarea nervosa (Herb.) Baker (1882)
- Bomarea nubigena Harling & Neuendorf (2003)
- Bomarea obovata Herb. (1837)
- Bomarea ovallei (Phil.) Ravenna (2000)
- Bomarea ovata (Cav.) Mirb. (1804)
- Bomarea oxytepala Harling & Neuendorf (2003)
- Bomarea pardina Herb. (1837)
- Bomarea parvifolia Baker (1888)
- Bomarea patacoensis Herb. (1837)
- Bomarea patinii Baker (1888)
- Bomarea pauciflora (Kunth) Herb. (1837)
- Bomarea perglabra Harling & Neuendorf (2003)
- Bomarea peruviana Hofreiter (2004)
- Bomarea porrecta Killip, Publ. Field Mus. Nat. Hist. (1936)
- Bomarea pseudopurpurea Hofreiter & E.Rodr. (2006)
- Bomarea pudibunda Planch. & Linden (1855)
- Bomarea pumila Griseb. ex Baker (1888)
- Bomarea puracensis Alzate (2007)
- Bomarea purpurea (Ruiz & Pav.) Herb. (1837)
- Bomarea rosea (Ruiz & Pav.) Herb. (1837)
- Bomarea salicifolia Killip (1936)
- Bomarea salsilla (L.) Mirb. (1804)
- Bomarea secundifolia (Ruiz & Pav.) Baker (1882)
- Bomarea setacea (Ruiz & Pav.) Herb. (1837)
- Bomarea shuttleworthii Mast., Gard. Chron., n.s. (1882)
- Bomarea speciosa Killip (1932)
- Bomarea spissiflora Harling & Neuendorf (2003)
- Bomarea stans Kraenzl. (1908)
- Bomarea suberecta Gereau (1989)
- Bomarea superba Herb. (1837)
- Bomarea tarmensis Kraenzl. (1908)
- Bomarea torta (Kunth) Herb. (1837)
- Bomarea tribrachiata Kraenzl. (1908)
- Bomarea trichophylla Killip (1935)
- Bomarea trimorphophylla Harling & Neuendorf (2003)
- Bomarea truxillensis Stergios & Dorr (2003)
- Bomarea uncifolia Herb. (1842)
- Bomarea vargasii Hofreiter (2003)
- Bomarea velascoana Vargas (1943)
- Bomarea vitellina Mast., Gard. Chron., n.s. (1882)
- Bomarea weigendii Hofreiter & E.Rodr. (2006)